# Condado de Saarbrücken
O Condado de Saarbrücken foi um condado do Sacro Império Romano.